# Ed Giese
Ed Giese – amerykański zapaśnik w stylu wolnym. Złoto na mistrzostwach panamerykańskich w 1990 i brąz w 1992. Zawodnik University of Minnesota. Trener zapasów.